# Fouage de Bretagne
Le fouage de Bretagne est la version provinciale du fouage.

## Nature de l'impôt
Le fouage, dont le nom vient de « feu », est une taille réelle levée sur les feux roturiers. Il peut être ordinaire ou extraordinaire.
Avec ses suppléments inévitables, le fouage ordinaire valait 1 100 000 livres en Bretagne en 1788. Mais régulièrement, les États provinciaux levaient des fouages extraordinaires beaucoup plus élevés, qui étaient annoncés comme des emprunts, mais jamais remboursés.
Au Moyen Âge, la décision du duc de Bretagne de procéder à une levée de fouage extraordinaire n'est possible qu'après consultation et avis des États généraux de la finance réunis à Nantes, siège ducal et ville d'où émanent le pouvoir et les directives centrales. Ces États ne sont pas permanents. Ils sont effectivement convoqués au moins tous les deux ans en ce qui concerne les questions financières et ont vu leur rôle grandir au fur et à mesure des besoins croissants du duché en argent. Leur pouvoir est cependant limité : le duc leur soumet les ordonnances générales ainsi que la ratification des traités, mais il peut se passer de leur accord excepté pour les impôts publics tel que le fouage qui doit être voté et accepté au préalable par les États. Par ailleurs, le montant du fouage est fixé lors de la réunion de ces mêmes États, entre les délégués des 3 ordres et les représentants du pouvoir ducal. À l'inverse de la taille, le fouage est un impôt de quotité, c'est-à-dire qu'il est calculé en fonction d'un taux qui est fixé à l'avance.
Le fouage est levé par diocèses. De plus, les évêchés étaient eux-mêmes subdivisés en ce qu'on appelait des « recettes de fouage » dans le but de rapprocher le receveur de l'impôt du contribuable. Cela montre que pour récolter l'impôt, l'administration financière utilise les structures géographiques déjà en place depuis longtemps et donc solidement établies (excepté pour le diocèse de Dol, beaucoup plus récent par rapport aux autres). Ces évêchés, de par leur dimension, leur stabilité et leur cohérence géographique, font donc office de circonscriptions financières aux levées de fouage dans le duché. Le fait que cette entité territoriale soit précisément délimitée et regroupe divers fiefs facilitait effectivement le prélèvement du fouage au niveau local.
Au Bas Moyen Âge, la levée de fouage était très souvent prévue sur deux termes dans l'année, c'est-à-dire prélevée à deux moments distincts séparés par un intervalle de pratiquement six mois. En effet, la première levée était prévue le 15 avril et concernait en général la moitié de la somme prévue. Le deuxième prélèvement quant à lui était fixé à la fête de la Saint-Michel, c'est-à-dire le 29 septembre de la même année et prenait donc en compte la moitié restante du fouage. Les levées de fouage étaient donc basées sur le calendrier agricole et identiques aux usages alors en vigueur dans le reste de l'Occident chrétien. En effet, le 15 avril correspond à la période de Pâques et au début des semailles de printemps et le 29 septembre à la fin des récoltes, deux dates très significatives pour la paysannerie qui associait l'événement à la levée de fouage.

## Histoire
Le premier fouage général fut concédé au duc de Bretagne Jean IV par les États réunis à Vannes le 20 octobre 1365,. Il fut en partie institué pour compenser les dépenses considérables de la guerre de Succession de Bretagne qui venait alors de s'achever.
Comme les fouages extraordinaires étaient présentés comme des emprunts, en 1789, le tiers état de Bretagne réclame près de 300 millions aux états provinciaux. Cela déclenche les hostilités avec la noblesse bretonne, grande bénéficiaire du système. Chateaubriand écrit : « L'affaire particulière du fouage, en se mêlant aux affaires générales, avait accru les inimitiés. » (Mémoires d'outre-tombe, L.V, ch.1).

## Recensement
La levée de l'impôt par « feu » nécessite un recensement. La « Réformation des fouages de 1426 » est le premier recensement qui ait jamais eu lieu en Bretagne, le plus vaste conservé de toute l'Europe pour cette époque. Cet inventaire des Bretons du début du XVe siècle avait un double objectif : connaître la population imposable et, donc, la capacité du duché à payer l'impôt pour financer la guerre, et, d'autre part, à travers l'énumération des nobles et de leurs manoirs, évaluer la force de frappe de l'ost ducal, puisque les nobles, exemptés d'impôt, étaient en revanche assujettis à un service militaire. Chaque chef de famille est recensé dans son « feu », le lieu où il vit. Les commentaires sont parfois précis : marié, vieil impotent, femme veuve, etc. Les métiers s'égrènent : couturier, taillandier, charpentier, carrier... Ces documents sont conservés aux archives départementales de Loire-Atlantique et ont été en partie publiés,.
Au XVIIIe siècle, il y avait environ 32 400 feux en Bretagne. Ils étaient beaucoup plus nombreux à l'origine, mais certains avaient été anoblis (environ 10 %) et d'autres s'étaient rachetés (25 %).